# Dynastie Hardrada
La dynastie Hardrada (norvégien : Hardrådeætta) est une puissante lignée royale ou dynastie qui règne à différentes époques sur le royaume de Norvège, le royaume de Man et des Îles et sur le comté des Orcades.

## Historique
La maison royale Hardrada est fondée par Harald Hardrada (troisième fils d'Åsta Gudbrandsdatter par son second mari, Sigurd Syr, un roitelet du Ringerike), qui s'impose comme roi de Norvège. Sa descendance devient puissante et étend son influence malgré sa mort lors de la bataille de Stamford Bridge le 25 septembre 1066 alors qu'il tentait de conquérir l'Angleterre.
Ses descendants n'ont jamais désigné leur famille comme la « maison d'Hardrada », qui est un néologisme forgé par les historiens contemporains. Les auteurs des sagas royales du XIIIe siècle comme la Heimskringla, mais jamais le roi lui-même, le proclament issu du roi Harald Ier de Norvège donc de la dynastie Hårfagreætta par son père Sigurd Syr, mais cette assertion n'est plus acceptée comme historiquement vraie par les auteurs modernes.
La lignée d'Harald remplace la famille d'Olaf II de Norvège, et est à son tour supplantée par la famille d'Harald Gille, dont le fondateur se proclame descendant de la lignée Hardrada. Parfois cette maison est considérée comme une lignée de la dynastie d'Hardrada. La lignée principale est brièvement restaurée sous le roi Magnus Erlingsson, un descendant légitime en ligne cognatique de la dynastie, mais elle doit laisser la place à la maison de Sverre en 1184.

## Liste des rois et prétendants royaux
Les souverains de la maison royale ou dynastie durent souvent faire face à des prétendants ou rois rivaux
qui opposaient au roi légitime leurs droits à la couronne. Ci dessous la liste de ces rois et prétendants lorsque la dynastie exerçait son pouvoir dans le royaume de Norvège:
- Harald le Sévère Harald Hardråde: 1046–1066
- Magnus Haraldsson : 1066–1069
- Olaf le Tranquille Olav Kyrre: 1066–1093
- Håkon Magnusson : 1093–1094
- Magnus Nu pieds Magnus Berrføtt: 1093–1103
- Olaf Magnusson : 1103–1115
- Øystein Magnusson : 1103–1123
- Sigurd le Croisé Sigurd Jorsalfare: 1103–1130
- Magnus l'Aveugle Magnus Blinde: 1130–1135
  - Sigurd le Mauvais prêtre Sigurd Slembe: 1135–1139, rival
- Magnus Erlingsson : 1161–1184
  - Olav Ugjæva : 1166–1169, rival
  - Sigurd Magnusson : 1193–1194, rival
  - Inge Magnusson : 1196–1202, rival
  - Erling Steinvegg : 1204–1207, rival